# Meilhan, Landes
Meilhan (gaskonsko Melhan) je naselje in občina v francoskem departmaju Landes regije Akvitanije. Naselje je leta 2009 imelo 1.111 prebivalcev.

## Geografija
Kraj leži v pokrajini Gaskonji 18 km zahodno od Mont-de-Marsana.

## Uprava
Občina Meilhan skupaj s sosednjimi občinami Audon, Carcarès-Sainte-Croix, Gouts, Lamothe, Le Leuy, Souprosse in Tartas (del) sestavlja kanton Tartas-vzhod s sedežem v Tartasu. Kanton je sestavni del okrožja Dax.

## Zanimivosti
- cerkev sv. Jerneja,
- cerkev sv. Vincenca, Ronsacq de Meilhan.